# Кизилжар (селище)
Кизилжа́р (каз. Қызылжар) — селище у складі Жанааркинського району Улитауської області Казахстану. Адміністративний центр та єдиний населений пункт Кизилжарської селищної адміністрації.
Населення — 1439 осіб (2021; 1620 у 2009, 1530 у 1999, 1539 у 1989).
Станом на 1989 рік селище мало статус селища міського типу.